# Теорема Варіньона (геометрія)

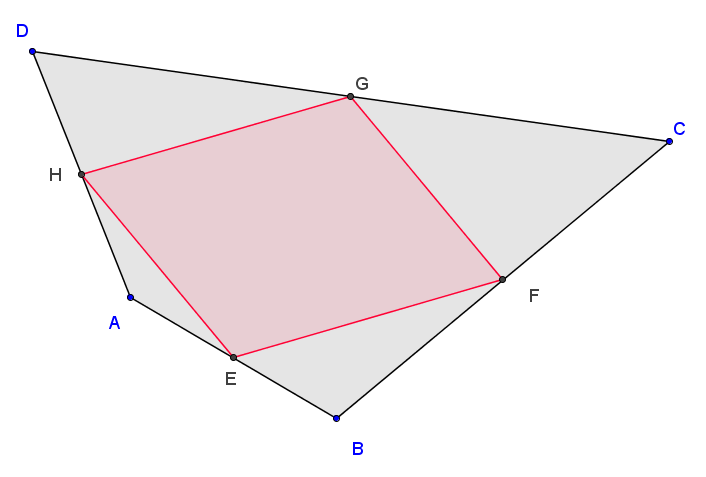
Ілюстрация до доведення теореми Варіньона. Червоний чотирикутник — паралелограм

Теоре́ма Варіньо́на — чотирикутник, вершини якого збігаються з серединами сторін довільного чотирикутника, є паралелограмом, сторони якого паралельні до діагоналей вихідного чотирикутника.
Теорема доведена французьким математиком П'єром Варіньоном (1654–1722) і опублікована у 1731 році у його лекційному курсі «Елементи математики» (фр. «Elemens de mathematique»).
Скорочене формулювання:
Середини сторін довільного чотирикутника є вершинами паралелограма.
Паралелограм, утворений серединами сторін, іноді називається варіньонівським, варіньоновим чи паралелограмом Варіньона.
Центр паралелограма Варіньона лежить на середині відрізка, що з'єднує середини сторін вихідного чотирикутника (у цій же точці перетинаються відрізки, що з'єднують середини протилежних сторін — діагоналі варіньонівського паралелограма).
Площа паралелограма Варіньона дорівнює половині площі вихідного чотирикутника.
Наслідок з теореми: для прямокутника і рівнобедреної трапеції паралелограмом Варіньона є ромб, а для ромба — прямокутник.
Теорема Варіньона справедлива для всіх видів чотирикутників
| опуклий чотирикутник | неопуклий чотирикутник | чотирикутник із сторонами, що перетинаються |
| -------------------- | ---------------------- | ------------------------------------------- |
|                      |                        |                                             |